# Borek, Pardubice
Borek là một làng thuộc huyện Pardubice, vùng Pardubický, Cộng hòa Séc.